# Premio NFL miglior giocatore dell'anno
Il Premio di miglior giocatore dell'anno della NFL (MVP della NFL) viene assegnato al giocatore che maggiormente si è contraddistinto durante la stagione regolare della National Football League.
Diverse testate giornalistiche e associazioni di settore assegnano un tale riconoscimento, come la Pro Football Writers of America (PFWA), Newspaper Enterprise Association, Sporting News e United Press International (UPI), ma la NFL considera come ufficiale quello assegnato dal 1957 dall' agenzia di stampa Associated Press, noto anche come AP NFL Most Valuable Player.
Il premio infatti è riportato nel Record and Fact Book pubblicato dalla NFL per ogni stagione e dalla stagione 2011 è conferito nel corso della cerimonia annuale degli NFL Honors che si tiene nei giorni precedenti il Super Bowl.

## Albo d'oro Joe Carr Trophy
La NFL assegnò il Joe F. Carr Trophy (che deve il suo nome al presidente della lega, 1921–39) per premiare il miglior giocatore della lega dal 1938 al 1946.

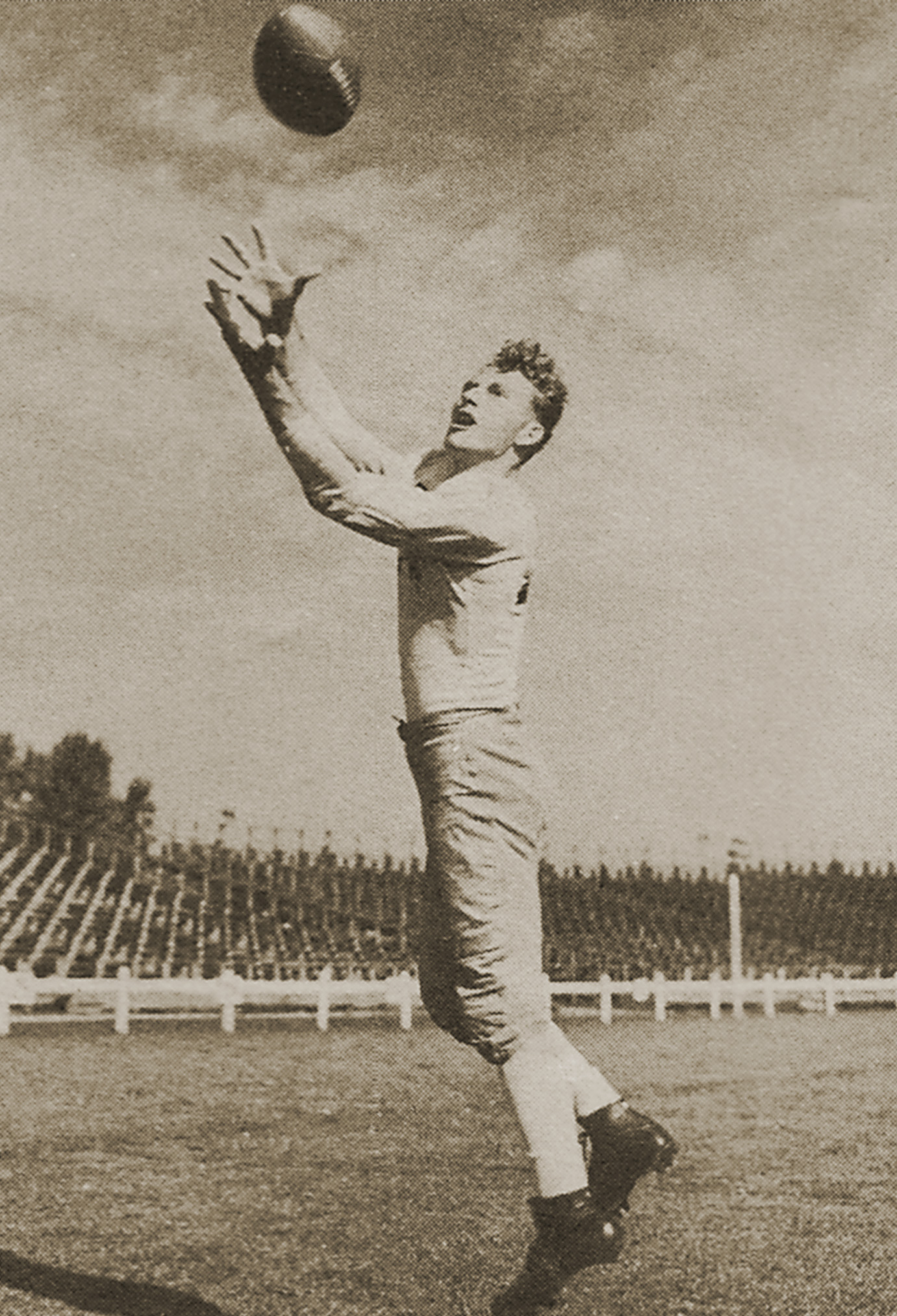
Don Hutson: 1941, 1942

| Stagione | Giocatore      | Squadra             | Ruolo         |
| -------- | -------------- | ------------------- | ------------- |
| 1938     | Mel Hein       | New York Giants     | Centro        |
| 1939     | Parker Hall    | Cleveland Rams      | Halfback      |
| 1940     | Ace Parker     | Brooklyn Dodgers    | Halfback      |
| 1941     | Don Hutson     | Green Bay Packers   | Wide receiver |
| 1942     | Don Hutson (2) | Green Bay Packers   | Wide Receiver |
| 1943     | Sid Luckman    | Chicago Bears       | Quarterback   |
| 1944     | Frank Sinkwich | Detroit Lions       | Halfback      |
| 1945     | Bob Waterfield | Cleveland Rams      | Quarterback   |
| 1946     | Bill Dudley    | Pittsburgh Steelers | Halfback      |

## Premio di MVP assegnato dalla Associated Press
Il premio di MVP assegnato dalla Associated Press viene votato dai giornalisti sportivi alla fine della stagione regolare, prima dei play-off, e viene annunciato nei giorni precedenti il Super Bowl.
Il premio è stato condiviso due volte, nel 1997 e nel 2003. Peyton Manning lo ha vinto cinque volte, più di qualsiasi altro giocatore e l'unico a vincerlo con due squadre diverse (4 coi Colts, 1 coi Broncos). Jim Brown, Johnny Unitas, Brett Favre, Aaron Rodgers e Tom Brady sono stati premiati per tre volte come MVP, mentre Joe Montana, Steve Young, Kurt Warner e Patrick Mahomes hanno vinto due volte. Favre è l'unico ad averlo vinto per tre anni consecutivi. Brady (2010) e Lamar Jackson (2019) sono gli unici ad esserselo aggiudicato con una votazione unanime. La maggior parte dei premi sono stati vinti da quarterback e running back; gli unici difensori ad esserselo aggiudicato sono Alan Page e Lawrence Taylor mentre l'unico giocatore membro degli special team è stato Mark Moseley.

### Sistema di voto
Il vincitore viene scelto da un giuria composta da 50 giornalisti sportivi che seguono regolarmente la National Football League, selezionati dall'Associated Press in modo da coprire uniformemente tutti i media (carta stampata, televisione, radio e web) e che raccontino la NFL su base nazionale, ossia non avendo conoscenza specifica di una singola squadra ma dell'intero campionato.
Il sistema di votazione adottato, comune per tutti i premi assegnati dall'Associated Press per la NFL, fino al 2021 prevedeva che ogni giornalista indicasse il suo candidato e venisse quindi eletto vincitore il più votato, portando questo negli anni a risultati non sempre largamente condivisi dalla giuria. A partire invece dalla stagione 2022 il sistema di voto adottato prevede che ogni giornalista esprima le sue cinque prime scelte e quindi il vincitore determinato da tutti i voti ricevuti, pesati in base alla posizione assegnata.

### Confusione
Il 1º gennaio 2008, la AP affermò di avere assegnato il suo primo premio di MVP nel 1961. È possibile che ciò sia stato in reazione a un articolo apparso su Pro Football Weekly che suggeriva che la lista della Associated Press fosse scorretta. Il mattino di quello stesso giorno, il sito web della AP segnalò Jim Brown come MVP del 1957, Gino Marchetti come MVP del 1959, Charlie Conerly come MVP del 1959 e a condividere il premio del Norm Van Brocklin e Joe Schmidt. L'articolo di Pro Football Weekly.com disputò i vincitori del 1958, 1959 e 1960. Come puntualizzato nell'articolo di PFW, la AP ha iniziato ad utilizzare il termine di "MVP" nel 1961, perciò i premi fino al 1960 sarebbero da considerare non "MVP" ma "Giocatore dell'anno." Ad aggiungere altra confusione, il vincitore del 1962, Jim Taylor fu premiato come "Player of the Year" e non come "Most Valuable Player." Nel 1963, il termine "MVP" fu nuovamente utilizzato. Secondo un altro articolo di Pro Football Weekly, i termini "Player of the Year" e "Most Valuable Player" erano intercambiabili all'epoca. Secondo il 2014 NFL Record and Fact Book, il premio di "Miglior giocatore" della NFL fu assegnato a Jim Brown nel 1957 e 1958, a Charley Conerly nel 1959 e a Norm Van Brocklin nel 1960.

### Albo d'oro

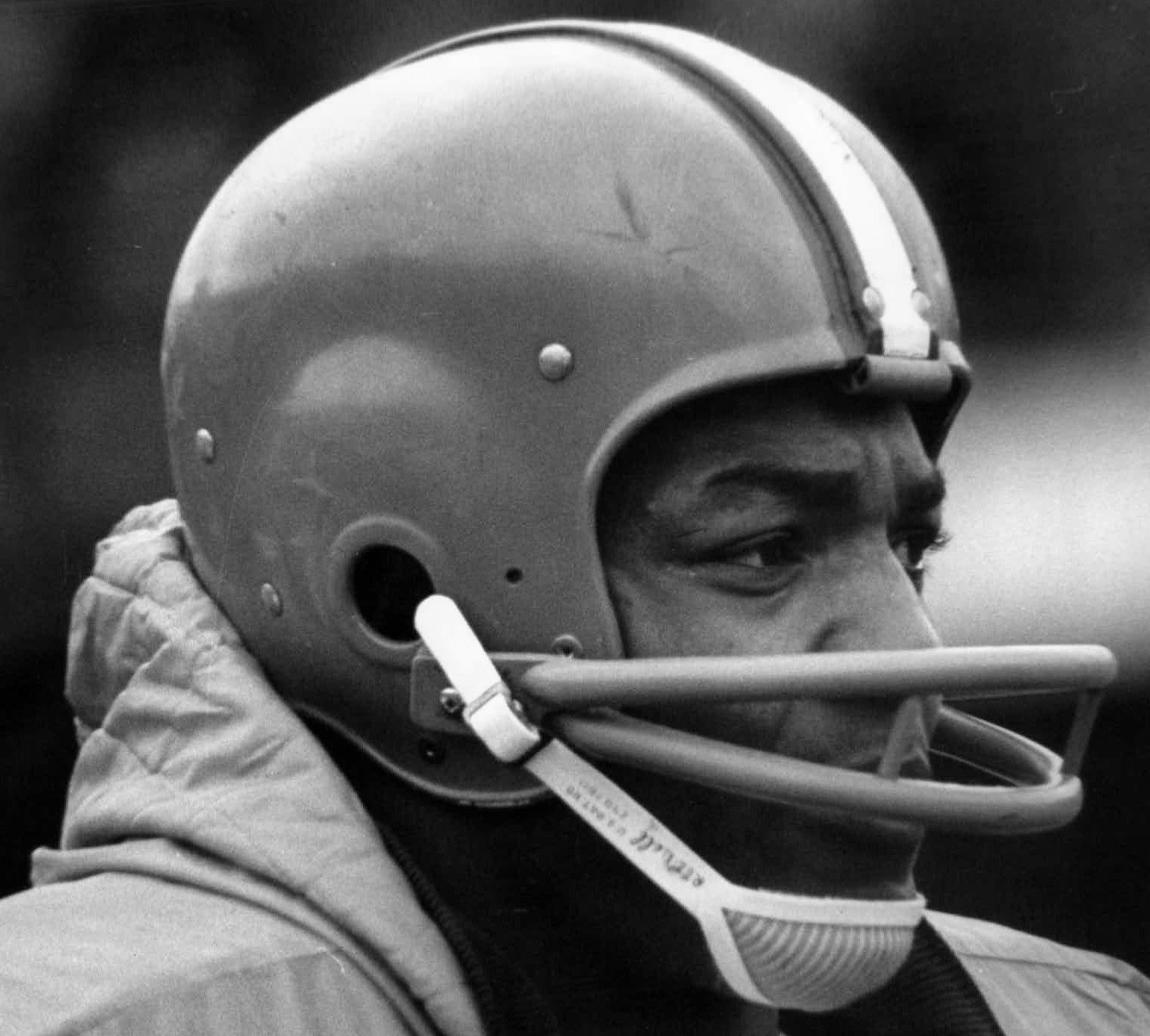
Jim Brown: 1957, 1958, 1965

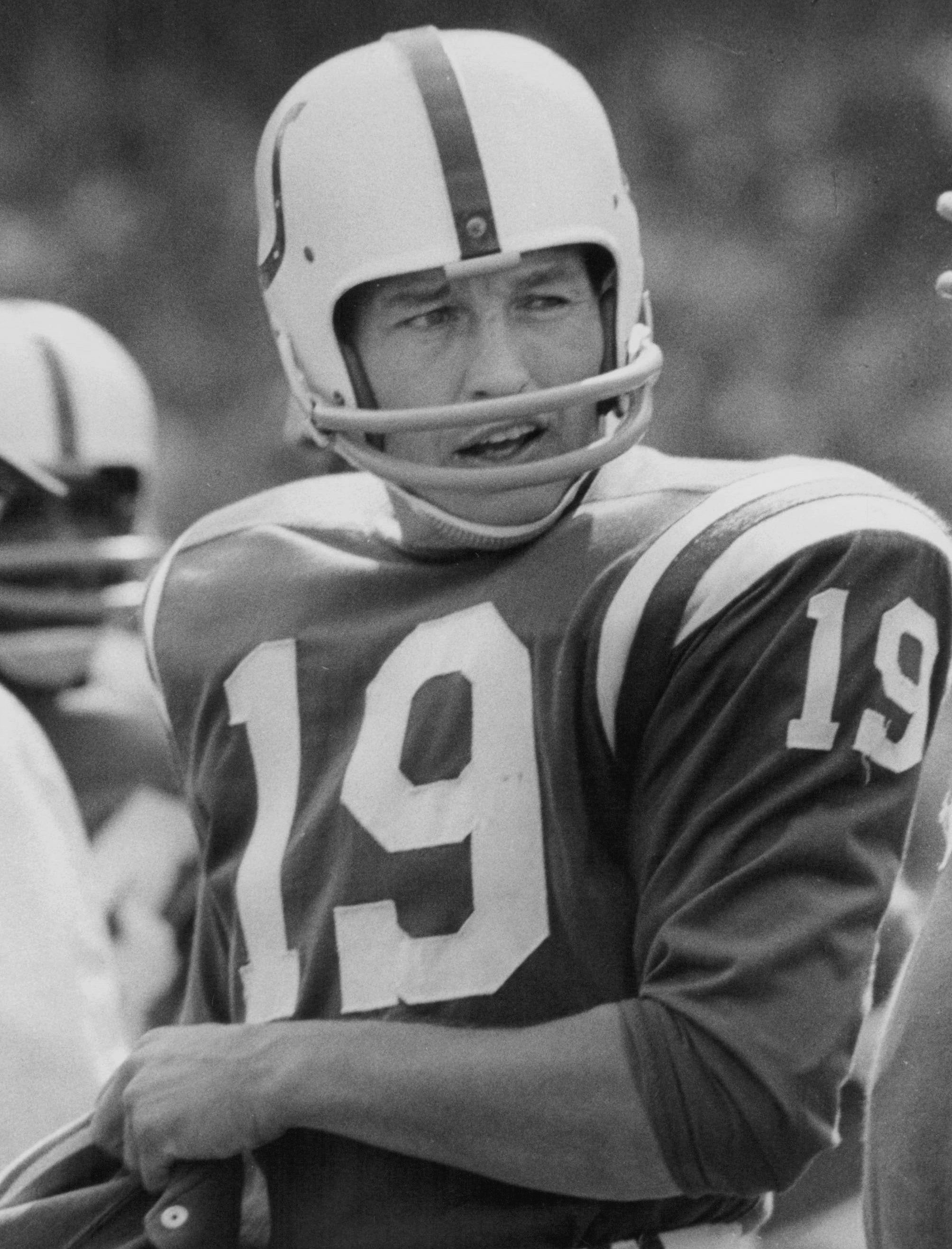
Johnny Unitas: 1959, 1964, 1967

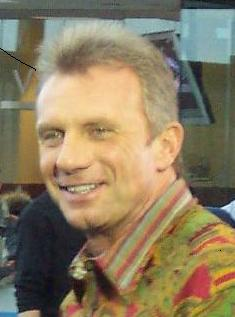
Joe Montana: 1989, 1990

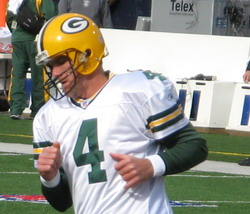
Brett Favre: 1995, 1996, 1997

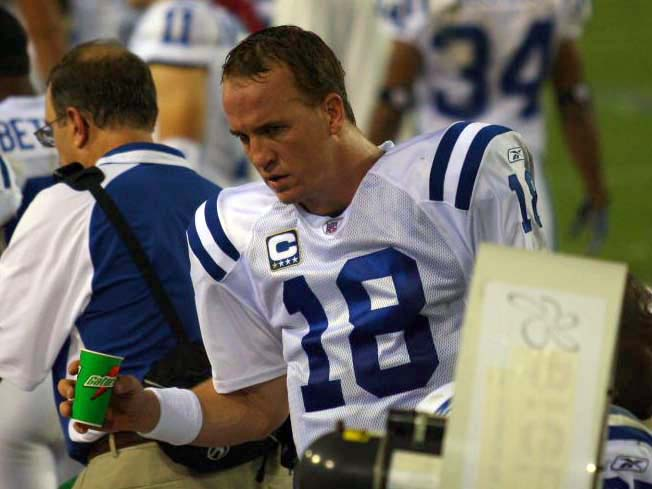
Peyton Manning: 2003, 2004, 2008, 2009, 2013

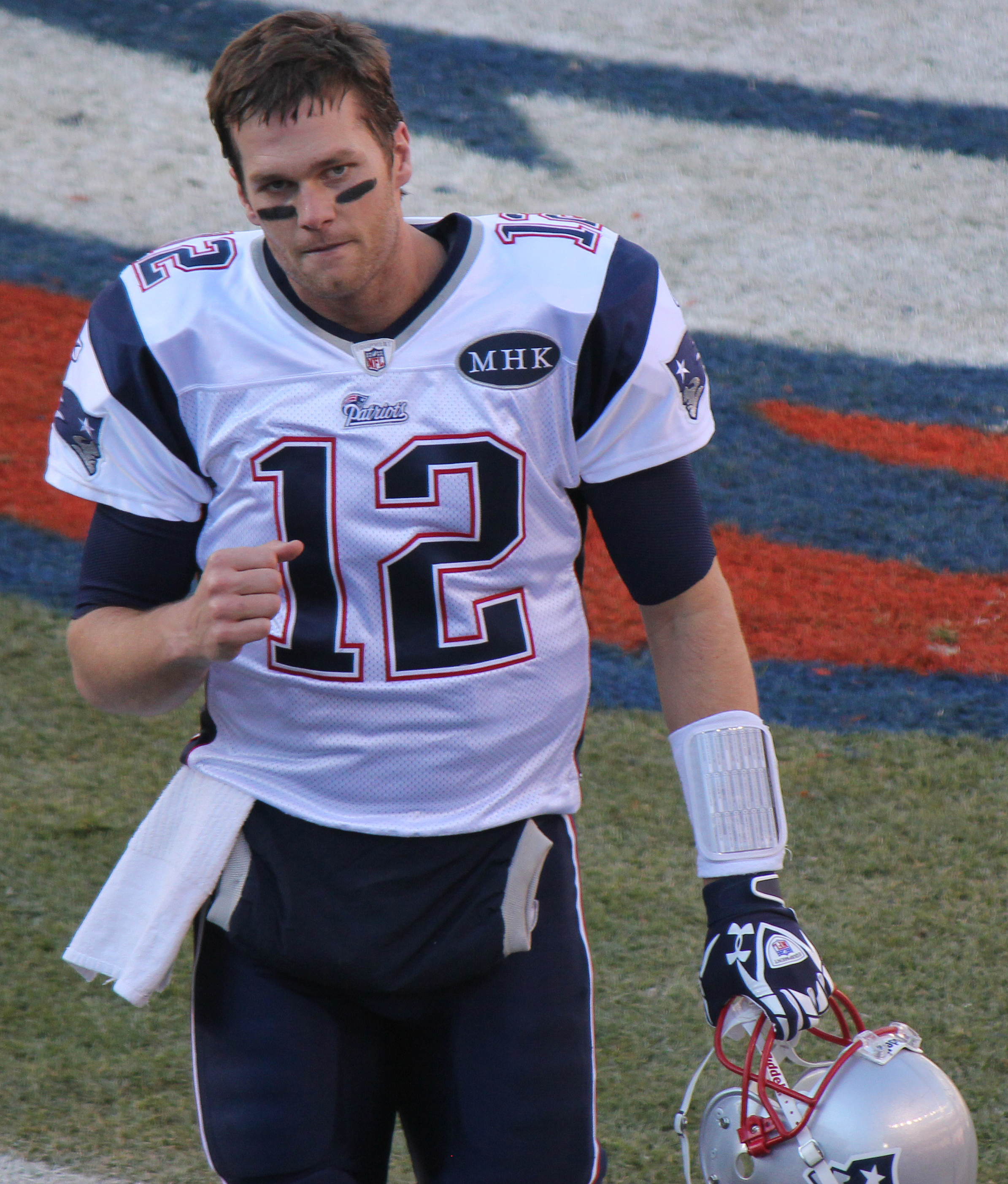
Tom Brady: 2007, 2010, 2017

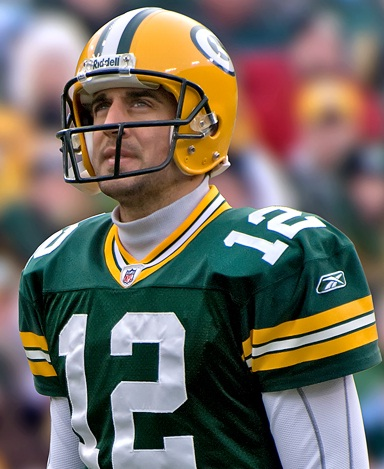
Aaron Rodgers: 2011, 2014, 2020, 2021

| Stagione | Giocatore                     | Squadra                             | Ruolo                    |
| -------- | ----------------------------- | ----------------------------------- | ------------------------ |
| 1957     | Jim Brown                     | Cleveland Browns                    | Running back             |
| 1958     | Jim Brown (2)                 | Cleveland Browns                    | Running back             |
| 1959     | Johnny Unitas                 | Baltimore Colts                     | Quarterback              |
| 1960     | Norm Van Brocklin             | Philadelphia Eagles                 | Quarterback              |
| 1961     | Paul Hornung                  | Green Bay Packers                   | Running back             |
| 1962     | Jim Taylor                    | Green Bay Packers                   | Running back             |
| 1963     | Y.A. Tittle                   | New York Giants                     | Quarterback              |
| 1964     | Johnny Unitas (2)             | Baltimore Colts                     | Quarterback              |
| 1965     | Jim Brown (3)                 | Cleveland Browns                    | Running back             |
| 1966     | Bart Starr                    | Green Bay Packers                   | Quarterback              |
| 1967     | Johnny Unitas (3)             | Baltimore Colts                     | Quarterback              |
| 1968     | Earl Morrall                  | Baltimore Colts                     | Quarterback              |
| 1969     | Roman Gabriel                 | Los Angeles Rams                    | Quarterback              |
| 1970     | John Brodie                   | San Francisco 49ers                 | Quarterback              |
| 1971     | Alan Page                     | Minnesota Vikings                   | Defensive tackle         |
| 1972     | Larry Brown                   | Washington Redskins                 | Running back             |
| 1973     | O.J. Simpson                  | Buffalo Bills                       | Running back             |
| 1974     | Ken Stabler                   | Oakland Raiders                     | Quarterback              |
| 1975     | Fran Tarkenton                | Minnesota Vikings                   | Quarterback              |
| 1976     | Bert Jones                    | Baltimore Colts                     | Quarterback              |
| 1977     | Walter Payton                 | Chicago Bears                       | Running back             |
| 1978     | Terry Bradshaw                | Pittsburgh Steelers                 | Quarterback              |
| 1979     | Earl Campbell                 | Houston Oilers                      | Running back             |
| 1980     | Brian Sipe                    | Cleveland Browns                    | Quarterback              |
| 1981     | Ken Anderson                  | Cincinnati Bengals                  | Quarterback              |
| 1982     | Mark Moseley                  | Washington Redskins                 | Placekicker              |
| 1983     | Joe Theismann                 | Washington Redskins                 | Quarterback              |
| 1984     | Dan Marino                    | Miami Dolphins                      | Quarterback              |
| 1985     | Marcus Allen                  | L.A. Raiders                        | Running back             |
| 1986     | Lawrence Taylor               | New York Giants                     | Linebacker               |
| 1987     | John Elway                    | Denver Broncos                      | Quarterback              |
| 1988     | Boomer Esiason                | Cincinnati Bengals                  | Quarterback              |
| 1989     | Joe Montana                   | San Francisco 49ers                 | Quarterback              |
| 1990     | Joe Montana (2)               | San Francisco 49ers                 | Quarterback              |
| 1991     | Thurman Thomas                | Buffalo Bills                       | Running back             |
| 1992     | Steve Young                   | San Francisco 49ers                 | Quarterback              |
| 1993     | Emmitt Smith                  | Dallas Cowboys                      | Running back             |
| 1994     | Steve Young (2)               | San Francisco 49ers                 | Quarterback              |
| 1995     | Brett Favre                   | Green Bay Packers                   | Quarterback              |
| 1996     | Brett Favre (2)               | Green Bay Packers                   | Quarterback              |
| 1997     | Brett Favre (3) Barry Sanders | Green Bay Packers Detroit Lions     | Quarterback Running back |
| 1998     | Terrell Davis                 | Denver Broncos                      | Running back             |
| 1999     | Kurt Warner                   | St. Louis Rams                      | Quarterback              |
| 2000     | Marshall Faulk                | St. Louis Rams                      | Running back             |
| 2001     | Kurt Warner (2)               | St. Louis Rams                      | Quarterback              |
| 2002     | Rich Gannon                   | Oakland Raiders                     | Quarterback              |
| 2003     | Peyton Manning Steve McNair   | Indianapolis Colts Tennessee Titans | Quarterback              |
| 2004     | Peyton Manning (2)            | Indianapolis Colts                  | Quarterback              |
| 2005     | Shaun Alexander               | Seattle Seahawks                    | Running back             |
| 2006     | LaDainian Tomlinson           | San Diego Chargers                  | Running back             |
| 2007     | Tom Brady                     | New England Patriots                | Quarterback              |
| 2008     | Peyton Manning (3)            | Indianapolis Colts                  | Quarterback              |
| 2009     | Peyton Manning (4)            | Indianapolis Colts                  | Quarterback              |
| 2010     | Tom Brady (2)                 | New England Patriots                | Quarterback              |
| 2011     | Aaron Rodgers                 | Green Bay Packers                   | Quarterback              |
| 2012     | Adrian Peterson               | Minnesota Vikings                   | Running back             |
| 2013     | Peyton Manning (5)            | Denver Broncos                      | Quarterback              |
| 2014     | Aaron Rodgers (2)             | Green Bay Packers                   | Quarterback              |
| 2015     | Cam Newton                    | Carolina Panthers                   | Quarterback              |
| 2016     | Matt Ryan                     | Atlanta Falcons                     | Quarterback              |
| 2017     | Tom Brady (3)                 | New England Patriots                | Quarterback              |
| 2018     | Patrick Mahomes               | Kansas City Chiefs                  | Quarterback              |
| 2019     | Lamar Jackson                 | Baltimore Ravens                    | Quarterback              |
| 2020     | Aaron Rodgers (3)             | Green Bay Packers                   | Quarterback              |
| 2021     | Aaron Rodgers (4)             | Green Bay Packers                   | Quarterback              |
| 2022     | Patrick Mahomes (2)           | Kansas City Chiefs                  | Quarterback              |
| 2023     | Lamar Jackson (2)             | Baltimore Ravens                    | Quarterback              |
| 2024     | Josh Allen                    | Buffalo Bills                       | Quarterback              |

## Premi assegnati da altre testate
Assegnato dalla Pro Football Writers of America
La PFWA assegna il premio regolarmente dal 1975.
| Stagione                              | Giocatore           | Squadra              | Ruolo        |
| ------------------------------------- | ------------------- | -------------------- | ------------ |
| 1966                                  | Bart Starr          | Green Bay Packers    | Quarterback  |
| Premio non assegnato dal 1967 al 1974 |                     |                      |              |
| 1975                                  | Fran Tarkenton      | Minnesota Vikings    | Quarterback  |
| 1976                                  | Bert Jones          | Baltimore Colts      | Quarterback  |
| 1977                                  | Walter Payton       | Chicago Bears        | Running back |
| 1978                                  | Earl Campbell       | Houston Oilers       | Running back |
| 1979                                  | Earl Campbell (2)   | Houston Oilers       | Running back |
| 1980                                  | Brian Sipe          | Cleveland Browns     | Quarterback  |
| 1981                                  | Ken Anderson        | Cincinnati Bengals   | Quarterback  |
| 1982                                  | Dan Fouts           | San Diego Chargers   | Quarterback  |
| 1983                                  | Joe Theismann       | Washington Redskins  | Quarterback  |
| 1984                                  | Dan Marino          | Miami Dolphins       | Quarterback  |
| 1985                                  | Marcus Allen        | L.A. Raiders         | Running back |
| 1986                                  | Lawrence Taylor     | New York Giants      | Linebacker   |
| 1987                                  | John Elway          | Denver Broncos       | Quarterback  |
| 1988                                  | Boomer Esiason      | Cincinnati Bengals   | Quarterback  |
| 1989                                  | Joe Montana         | San Francisco 49ers  | Quarterback  |
| 1990                                  | Randall Cunningham  | Philadelphia Eagles  | Quarterback  |
| 1991                                  | Thurman Thomas      | Buffalo Bills        | Running back |
| 1992                                  | Steve Young         | San Francisco 49ers  | Quarterback  |
| 1993                                  | Emmitt Smith        | Dallas Cowboys       | Running back |
| 1994                                  | Steve Young (3)     | San Francisco 49ers  | Quarterback  |
| 1995                                  | Brett Favre         | Green Bay Packers    | Quarterback  |
| 1996                                  | Brett Favre (2)     | Green Bay Packers    | Quarterback  |
| 1997                                  | Barry Sanders       | Detroit Lions        | Running Back |
| 1998                                  | Terrell Davis       | Denver Broncos       | Running Back |
| 1999                                  | Kurt Warner         | St. Louis Rams       | Quarterback  |
| 2000                                  | Marshall Faulk      | St. Louis Rams       | Running back |
| 2001                                  | Marshall Faulk (2)  | St. Louis Rams       | Running back |
| 2002                                  | Rich Gannon         | Oakland Raiders      | Quarterback  |
| 2003                                  | Peyton Manning      | Indianapolis Colts   | Quarterback  |
| 2004                                  | Peyton Manning (2)  | Indianapolis Colts   | Quarterback  |
| 2005                                  | Shaun Alexander     | Seattle Seahawks     | Running back |
| 2006                                  | LaDainian Tomlinson | San Diego Chargers   | Running back |
| 2007                                  | Tom Brady           | New England Patriots | Quarterback  |
| 2008                                  | Peyton Manning (3)  | Indianapolis Colts   | Quarterback  |
| 2009                                  | Peyton Manning (4)  | Indianapolis Colts   | Quarterback  |
| 2010                                  | Tom Brady (2)       | New England Patriots | Quarterback  |
| 2011                                  | Aaron Rodgers       | Green Bay Packers    | Quarterback  |
| 2012                                  | Adrian Peterson     | Minnesota Vikings    | Running back |
| 2013                                  | Peyton Manning (5)  | Denver Broncos       | Quarterback  |
| 2014                                  | Aaron Rodgers (2)   | Green Bay Packers    | Quarterback  |
| 2015                                  | Cam Newton          | Carolina Panthers    | Quarterback  |
| 2016                                  | Matt Ryan           | Atlanta Falcons      | Quarterback  |
| 2017                                  | Tom Brady (3)       | New England Patriots | Quarterback  |
| 2018                                  | Patrick Mahomes     | Kansas City Chiefs   | Quarterback  |
| 2019                                  | Lamar Jackson       | Baltimore Ravens     | Quarterback  |
| 2020                                  | Aaron Rodgers (3)   | Green Bay Packers    | Quarterback  |
| 2021                                  | Aaron Rodgers (4)   | Green Bay Packers    | Quarterback  |
| 2022                                  | Patrick Mahomes (2) | Kansas City Chiefs   | Quarterback  |
| 2023                                  | Lamar Jackson (2)   | Baltimore Ravens     | Quarterback  |
| 2024                                  | Lamar Jackson (3)   | Baltimore Ravens     | Quarterback  |

Assegnato dalla Newspaper Enterprise Association
La Newspaper Enterprise Association ha assegnato il premio di MVP della NFL dal 1955 al 2009.
| Stagione | Giocatore                     | Squadra                          | Ruolo                    |
| -------- | ----------------------------- | -------------------------------- | ------------------------ |
| 1955     | Harlon Hill                   | Chicago Bears                    | End                      |
| 1956     | Frank Gifford                 | New York Giants                  | Running back             |
| 1957     | Johnny Unitas                 | Baltimore Colts                  | Quarterback              |
| 1958     | Jim Brown                     | Cleveland Browns                 | Running back             |
| 1959     | Charlie Conerly               | New York Giants                  | Quarterback              |
| 1960     | Norm Van Brocklin             | Philadelphia Eagles              | Quarterback              |
| 1961     | Y.A. Tittle                   | New York Giants                  | Quarterback              |
| 1962     | Jim Taylor                    | Green Bay Packers                | Running back             |
| 1963     | Y.A. Tittle (2) Jim Brown (2) | New York Giants Cleveland Browns | Running back Quarterback |
| 1964     | Lenny Moore                   | Baltimore Colts                  | Halfback                 |
| 1965     | Jim Brown (3)                 | Cleveland Browns                 | Running back             |
| 1966     | Bart Starr                    | Green Bay Packers                | Quarterback              |
| 1967     | Johnny Unitas (2)             | Baltimore Colts                  | Quarterback              |
| 1968     | Earl Morrall                  | Baltimore Colts                  | Quarterback              |
| 1969     | Roman Gabriel                 | Los Angeles Rams                 | Quarterback              |
| 1970     | John Brodie                   | San Francisco 49ers              | Quarterback              |
| 1971     | Bob Griese                    | Miami Dolphins                   | Quarterback              |
| 1972     | Larry Brown                   | Washington Redskins              | Running back             |
| 1973     | O.J. Simpson                  | Buffalo Bills                    | Running back             |
| 1974     | Ken Stabler                   | Oakland Raiders                  | Quarterback              |
| 1975     | Fran Tarkenton                | Minnesota Vikings                | Quarterback              |
| 1976     | Bert Jones                    | Baltimore Colts                  | Quarterback              |
| 1977     | Walter Payton                 | Chicago Bears                    | Running back             |
| 1978     | Earl Campbell                 | Houston Oilers                   | Running back             |
| 1979     | Earl Campbell (2)             | Houston Oilers                   | Running back             |
| 1980     | Earl Campbell (3)             | Houston Oilers                   | Running back             |
| 1981     | Ken Anderson                  | Cincinnati Bengals               | Quarterback              |
| 1982     | Dan Fouts                     | San Diego Chargers               | Quarterback              |
| 1983     | Joe Theismann                 | Washington Redskins              | Quarterback              |
| 1984     | Dan Marino                    | Miami Dolphins                   | Quarterback              |
| 1985     | Walter Payton (2)             | Chicago Bears                    | Running back             |
| 1986     | Phil Simms                    | New York Giants                  | Quarterback              |
| 1987     | Jerry Rice                    | San Francisco 49ers              | Wide receiver            |
| 1988     | Roger Craig                   | San Francisco 49ers              | Running back             |
| 1989     | Joe Montana                   | San Francisco 49ers              | Quarterback              |
| 1990     | Warren Moon                   | Houston Oilers                   | Quarterback              |
| 1991     | Thurman Thomas                | Buffalo Bills                    | Running back             |
| 1992     | Emmitt Smith                  | Dallas Cowboys                   | Running back             |
| 1993     | Emmitt Smith (2)              | Dallas Cowboys                   | Running back             |
| 1994     | Steve Young                   | San Francisco 49ers              | Quarterback              |
| 1995     | Brett Favre                   | Green Bay Packers                | Quarterback              |
| 1996     | Brett Favre (2)               | Green Bay Packers                | Quarterback              |
| 1997     | Barry Sanders                 | Detroit Lions                    | Running back             |
| 1998     | Randall Cunningham            | Minnesota Vikings                | Quarterback              |
| 1999     | Kurt Warner                   | St. Louis Rams                   | Quarterback              |
| 2000     | Marshall Faulk                | St. Louis Rams                   | Running back             |
| 2001     | Kurt Warner (2)               | St. Louis Rams                   | Quarterback              |
| 2002     | Rich Gannon                   | Oakland Raiders                  | Quarterback              |
| 2003     | Peyton Manning                | Indianapolis Colts               | Quarterback              |
| 2004     | Peyton Manning (2)            | Indianapolis Colts               | Quarterback              |
| 2005     | Shaun Alexander               | Seattle Seahawks                 | Running back             |
| 2006     | LaDainian Tomlinson           | San Diego Chargers               | Running back             |
| 2007     | Tom Brady                     | New England Patriots             | Quarterback              |
| 2008     | Kurt Warner (3)               | Arizona Cardinals                | Quarterback              |
| 2009     | Peyton Manning (3)            | Indianapolis Colts               | Quarterback              |

Assegnato da Sporting News
- 1954: Lou Groza, tackle/kicker, Cleveland Browns
- 1955: Otto Graham, quarterback, Cleveland Browns
- 1956: Frank Gifford, runningback, New York Giants
- 1958: Jim Brown, runningback, Cleveland Browns
- 1958: Jim Brown (2), runningback, Cleveland Browns
- 1959: Johnny Unitas, quarterback, Baltimore Colts
- 1960: Norm Van Brocklin, quarterback, Philadelphia Eagles
- 1961: Paul Hornung, runningback, Green Bay Packers
- 1962: Y.A. Tittle, quarterback, New York Giants
- 1963: Y.A. Tittle (2), quarterback, New York Giants e Jim Brown (2), runningback, Cleveland Browns
- 1967: Johnny Unitas (2), quarterback, Baltimore Colts
- 1965: Jim Brown (3), runningback, Cleveland Browns
- 1966: Bart Starr, quarterback, Green Bay Packers
- 1967: Johnny Unitas (3), quarterback, Baltimore Colts
- 1968: Earl Morrall, quarterback, Baltimore Colts
- 1969: Roman Gabriel, quarterback, Los Angeles Rams
- 1970: AFC - George Blanda, quarterback/kicker, Oakland Raiders NFC - John Brodie, quarterback, San Francisco 49ers
- 1971: AFC - Bob Griese, quarterback, Miami Dolphins NFC - Roger Staubach, quarterback, Dallas Cowboys
- 1972: AFC - Earl Morrall, quarterback, Miami Dolphins NFC - Larry Brown, runningback, Washington Redskins
- 1973: AFC - O.J. Simpson, runningback, Buffalo Bills NFC - John Hadl, quarterback, Los Angeles Rams
- 1974: AFC - Ken Stabler, quarterback, Oakland Raiders NFC - Chuck Foreman, runningback, Minnesota Vikings
- 1975: AFC - O.J. Simpson (2), runningback, Buffalo Bills - NFC - Fran Tarkenton, quarterback, Minnesota Vikings
- 1976: AFC - Ken Stabler (2), quarterback, Oakland Raiders NFC - Walter Payton (2), runningback, Chicago Bears
- 1977: AFC - Craig Morton, quarterback, Denver Broncos NFC - Walter Payton, runningback, Chicago Bears
- 1978: AFC - Earl Campbell, runningback, Houston Oilers NFC - Archie Manning, quarterback, New Orleans Saints
- 1979: AFC - Dan Fouts, quarterback, San Diego Chargers NFC - Ottis Anderson, runningback, St. Louis Cardinals
- 1980: Brian Sipe, quarterback, Cleveland Browns
- 1981: Ken Anderson, quarterback, Cincinnati Bengals
- 1982: Mark Moseley, kicker, Washington Redskins
- 1983: Eric Dickerson, runningback, Los Angeles Rams
- 1984: Dan Marino, quarterback, Miami Dolphins
- 1985: Marcus Allen, runningback, Los Angeles Raiders
- 1986: Lawrence Taylor, linebacker, New York Giants
- 1987: Jerry Rice, wide receiver, San Francisco 49ers
- 1988: Boomer Esiason, quarterback, Cincinnati Bengals
- 1989: Joe Montana, quarterback, San Francisco 49ers
- 1990: Jerry Rice (2), wide receiver, San Francisco 49ers
- 1991: Thurman Thomas, runningback, Buffalo Bills
- 1992: Steve Young, quarterback, San Francisco 49ers
- 1993: Emmitt Smith, runningback, Dallas Cowboys
- 1994: Steve Young (2), quarterback, San Francisco 49ers
- 1995: Brett Favre, quarterback, Green Bay Packers
- 1996: Brett Favre (2), quarterback, Green Bay Packers
- 1997: Barry Sanders, runningback, Detroit Lions
- 1998: Randall Cunningham, quarterback, Minnesota Vikings
- 1999: Kurt Warner, quarterback, Saint Louis Rams
- 2000: Marshall Faulk, runningback, Saint Louis Rams
- 2001: Marshall Faulk (2), runningback, Saint Louis Rams
- 2002: Rich Gannon, quarterback, Oakland Raiders
- 2003: Peyton Manning, quarterback, Indianapolis Colts
- 2004: Peyton Manning (2), quarterback, Indianapolis Colts
- 2005: Shaun Alexander, runningback, Seattle Seahawks
- 2006: LaDainian Tomlinson, runningback, San Diego Chargers
- 2007: Tom Brady, quarterback, New England Patriots
- 2008: Peyton Manning (3), quarterback, Indianapolis Colts
- 2009: Peyton Manning (4), quarterback, Indianapolis Colts
- 2010: Tom Brady (2), quarterback, New England Patriots
- 2011: Aaron Rodgers, quarterback, Green Bay Packers
- 2012: Adrian Peterson*, running back, Minnesota Vikings
- 2013: Peyton Manning*, quarterback, Denver Broncos

* = Assegnato come Giocatore Offensivo dell'Anno
Assegnato dalla United Press International
Premio assegnato dalla UPI dal 1948 al 1969:
| Stagione | Giocatore         | Squadra             | Ruolo         |
| -------- | ----------------- | ------------------- | ------------- |
| 1948     | Pat Harder        | Chicago Cardinals   | Fullback      |
| 1949     | Non assegnato     | Non assegnato       | Non assegnato |
| 1950     | Non assegnato     | Non assegnato       | Non assegnato |
| 1951     | Otto Graham       | Cleveland Browns    | Quarterback   |
| 1952     | Non assegnato     | Non assegnato       | Non assegnato |
| 1953     | Otto Graham (2)   | Cleveland Browns    | Quarterback   |
| 1954     | Joe Perry         | San Francisco 49ers | Fullback      |
| 1955     | Otto Graham (3)   | Cleveland Browns    | Quarterback   |
| 1956     | Frank Gifford     | New York Giants     | Halfback      |
| 1957     | Y.A. Tittle       | San Francisco 49ers | Quarterback   |
| 1958     | Jim Brown         | Cleveland Browns    | Fullback      |
| 1959     | Johnny Unitas     | Baltimore Colts     | Quarterback   |
| 1960     | Norm Van Brocklin | Philadelphia Eagles | Quarterback   |
| 1961     | Paul Hornung      | Green Bay Packers   | Halfback      |
| 1962     | Y.A. Tittle (2)   | New York Giants     | Quarterback   |
| 1963     | Jim Brown (2)     | Cleveland Browns    | Fullback      |
| 1964     | Johnny Unitas (2) | Baltimore Colts     | Quarterback   |
| 1965     | Jim Brown (3)     | Cleveland Browns    | Fullback      |
| 1966     | Bart Starr        | Green Bay Packers   | Quarterback   |
| 1967     | Johnny Unitas (3) | Baltimore Colts     | Quarterback   |
| 1968     | Earl Morrall      | Baltimore Colts     | Quarterback   |
| 1969     | Roman Gabriel     | Los Angeles Rams    | Quarterback   |

Bert Bell Award